# 富蘭克林 (亞利桑那州)
富蘭克林（英語：Franklin）是位於美國亞利桑那州格林利縣的一個人口普查指定地區。根據2010年美國人口普查，該地共人口500人，而該地的面積約為2.59平方千米。

## 地理
富蘭克林的座標為32°40′37″N 109°04′20″W / 32.67694°N 109.07222°W，而該地最高點為海拔高度1140米（即3730英尺）。